# Shaul Ladany
Pour les articles homonymes, voir Ladany.
Shaul Paul Ladany (en hébreu : שאול לדני), né le 2 avril 1936 à Belgrade, est un survivant de la Shoah et un marcheur israélien d'origine yougoslave. Il a remporté le titre de champion du monde de 100 kilomètres marche en 1972.

## Biographie

### Enfance et déportation
Shaul nait à Belgrade le 2 avril 1936 dans une famille juive d'origine hongroise. Après le début de la Seconde Guerre mondiale, ses grands-parents maternels sont déportés à Auschwitz. En avril 1941, les Allemands bombardent Belgrade. Sa famille s'enfuit en Hongrie où ils se réfugient dans un monastère, essayant de cacher leurs origines juives. Ils sont capturés par les Allemands en 1944 et déportés au camp de Bergen-Belsen. En décembre 1944, le Comité d'aide et de sauvetage parvient à payer une rançon en nature aux nazis. En échange d'une livraison de 10 000 camions, 100 000 Juifs devaient être libérés. Bien qu'aucun camion n'est livré, 1 700 Juifs peuvent quitter le camp, parmi lesquels Shaul et sa famille. Ils embarquent à bord du train Kastner et se réfugient en Suisse. Ils retournent vivre à Belgrade après la guerre et émigrent dans le nouvel état d'Israël en décembre 1948,,,.

### Études et carrière académique
Shaul suit des études de génie mécanique au Technion où il obtient un bachelor en 1960 puis un master l'année suivante. Il obtient un diplôme en administration des affaires à l'université hébraïque de Jérusalem en 1964 puis un doctorat dans la même branche en à l'université Columbia en 1968. Il devient par la suite professeur en génie industriel à l'université Ben Gourion du Néguev où il obtient le titre de professeur émérite,.

## Carrière sportive

### Débuts en athlétisme
Shaul fait ses débuts en athlétisme à l'âge de 15 ans en course à pied. Lors d'entraînements durant son service militaire, on lui dit qu'il possède d'excellentes capacités physiques. Il s'essaie d'abord à la discipline du marathon mais n'obtient pas de bons résultats. Il change de discipline et se spécialise dans la marche athlétique,.
En 1963, il remporte le premier de ses 28 titres nationaux.
Shaul participe à ses premiers Jeux olympiques en 1968 à Mexico. Engagé sur l'épreuve du 50 kilomètres marche, il s'y classe 24e en 5 h 1 min 6 s.
Il prend part aux Maccabiades de 1969 à Ramat Gan et remporte la médaille d'or sur les épreuves du 3 000 mètres marche en établissant un nouveau record des jeux avec le temps de 35 min 4 s 13 ainsi que du 10 kilomètres marche.
Au début de l'année 1972, il abaisse la meilleure performance mondiale du 50 miles marche à 7 h 44 min 47 s ou à 7 h 23 min 50 s[Information douteuse],,. Il est à nouveau sélectionné pour les Jeux olympiques de 1972. Cette édition se déroulant à Munich en Allemagne, Shaul décide d'y participer en arborant une étoile de David sur son survêtement d'entraînement afin de montrer aux Allemands qu'un Juif a survécu à la Shoah. Il se classe 19e du 50 kilomètres marche en 4 h 24 min 38 s 6.

### Prise d'otages de Munich
Le matin de l'attaque, il est réveillé par son voisin de chambrée qui lui annonce que l'entraîneur Moshe Weinberg est mort. Réalisant qu'il se passe quelque chose de grave, il s'habille et sort de sa chambre. Il assiste à une tentative d'intervention de la part d'un garde non-armé, prévenu par une femme de ménage. Enfilant son survêtement, il quitte sa chambre et s'enfuit en courant, leurrant les terroristes qui le voient et croient que tout le monde a quitté l'appartement 2. Il court jusqu'au bâtiment abritant l'équipe américaine. Les terroristes ayant cru que les autres membres de l'appartement 2 se sont enfuis avec Shaul Ladany, ils relâchent leur attention, permettant aux membres présents de s'enfuir. Arrivé au bâtiment de l'équipe américaine, Shaul réveille le coach Bill Bowerman. Ce dernier retient Shaul Ladany en lieu sûr, puis prévient la police et fait appel aux Marines afin de protéger leur bâtiment,,,.
Ayant disparu des lieux et réfugié dans les bâtiments de l'équipe américaine, Shaul est dans un premier temps listé parmi les victimes dans les premiers rapports de presse,.

### Carrière ultérieure
Après les événements de Munich, il se rend en Suisse à Lugano pour participer à l'édition inaugurale des championnats du monde de 100 kilomètres marche malgré les réticences de l'Association israélienne d'athlétisme. Il domine la concurrence et s'impose en 9 h 38 min 56 s 4.
En 1973, il participe à ses secondes Maccabiades et remporte deux médailles d'or sur les épreuves du 20 kilomètres marche et du 50 kilomètres marche. Il décroche à nouveau une médaille d'or lors des Maccabiades de 1977 sur la distance du 50 kilomètres marche.
En 2007, le Comité international olympique lui décerne la médaille Pierre-de-Coubertin, récompensant sa longue carrière sportive.
Il est admis à l'International Jewish Sports Hall of Fame en 2012.

## Palmarès
| Année | Compétition                            | Lieu      | Place | Épreuve               | Performance       |
| ----- | -------------------------------------- | --------- | ----- | --------------------- | ----------------- |
| 1968  | Jeux olympiques                        | Mexico    | 24e   | 50 kilomètres marche  | 5 h 1 min 6 s     |
| 1969  | Maccabiades                            | Ramat Gan | 1er   | 3 000 m marche        | 35 min 4 s 13     |
| 1969  | Maccabiades                            | Ramat Gan | 1er   | 10 kilomètres marche  | 59 min 2 s 48     |
| 1972  | Jeux olympiques                        | Munich    | 19e   | 50 kilomètres marche  | 4 h 24 min 38 s 6 |
| 1972  | Championnats du monde du 100 km marche | Lugano    | 1er   | 100 kilomètres marche | 9 h 31 min 0 s    |
| 1973  | Maccabiades                            | Ramat Gan | 1er   | 20 kilomètres marche  | 1 h 38 min 54 s   |
| 1973  | Maccabiades                            | Ramat Gan | 1er   | 50 kilomètres marche  | 4 h 23 min 31 s   |
| 1977  | Maccabiades                            | Ramat Gan | 1er   | 50 kilomètres marche  | 4 h 29 min 19 s   |

## Records
| Épreuve              | Performance            | Date           | Lieu       |
| -------------------- | ---------------------- | -------------- | ---------- |
| 50 kilomètres marche | 4 h 17 min 6 s (NR)    | 2 juillet 1972 | Charleroi  |
| 50 miles marche      | 7 h 44 min 47 s 2 (WR) | 1972           | New Jersey |

## Distinctions
- Médaille Pierre de Coubertin pour service rendu à l'égard du mouvement olympique durant quatre décennies (17 mai 2007)[5]